# 측면 억제
측면 억제(lateral inhibition)는 신경생리학 용어로, 한 영역에 있는 신경 세포가 상호 간 연결되어 있을 때 한 그 자신의 축색이나 자신과 이웃 신경세포를 매개하는 중간신경세포(interneuron)를 통해 이웃에 있는 신경 세포를 억제하려는 경향이다.

## 신경 메커니즘
망막(retina)의 시각 경로(visual pathway)에서 광수용기는 양극 세포(bipolar cell), 수평 세포(horizontal cell), 아마크린 세포(amacrine cell)와의 연결을 거쳐 신경절 세포(ganglion cell)로 수렴되어 시신경 다발을 이루는데, 아마크린 세포에 의해 측면 억제가 이루어진다고 제안된다. 즉, 신경세포들이 흥분하게 되면 옆에 있는 이웃 신경세포에 억제성 신경전달물질을 전달하여, 이웃 신경 세포가 덜 활성화되도록 만드는 것이다. 이는 경계를 명확히 지각하기 위한 진화적 기제로 설명되기도 한다. 

## 예

### 헤르만 격자(Hermann grid)
흰색의 교차 지점이 회색으로 보이는데, 이는 흰색으로 둘러싸인 측면에서 억제를 발생시키기 때문에 흰색이 더 반감되어 보인다.

### 마하 밴드(Mach bands)
점차적으로 대비가 감소하는 띠가 서로 인접해있을 때, 띠의 경계에서 색이 더 진해보이거나 더 밝게 보인다.

### 동시 대비(simultaneous contrast)
같은 회색이어도 배경색에 따라 그 진한 정도가 다르게 보인다.

## 같이 보기
- 착시